# Ma famille
Ma famille est une série télévisée ivoirienne qui met en scène les relations conjugales et familiales dans le contexte des tensions qui surgissent entre la modernité occidentale et la vision traditionnelle.

## Histoire
Créée en juin 2002 par Akissi Delta, la série fut produite par Lad Production, et est diffusée sur La Première, Africable, la télévision Gabonaise, RTGA.
Akissi Delta a reçu le prix de la meilleure scénariste en 2008 par le bureau ivoirien du droit d'auteur (BURIDA).
Cette série était diffusée tous les dimanches à 19 heures 30 sur la Première.
Presque tous les acteurs de la série étaient déjà célèbres avant de tourner la série tant en Côte d'Ivoire qu'en Afrique francophone à travers divers éléments tels que la troupe "Les Guignols D'Abidjan", les émissions satiriques "Comment ça va ?", "Qui fait ça ?" et "Faut pas fâcher" diffusées sur la RTI dès le début des années 1990 et distribuées à travers l'Afrique francophone.[réf. nécessaire].  Diffusée à l'époque de la crise politique ivoirienne (2002-2011), cette série a été fortement marquée par ce contexte[Interprétation personnelle ?], d'ailleurs le premier épisode s'intitulait Couvre-feu et concubines[réf. nécessaire].

## Synopsis
Michel Bohiri, homme à femmes et époux de Delta Akissi et son ami de toutes les situations, Gohou Michel qui a aussi pour femme Clémentine Papouet  sont deux redoutables dragueurs qui n'hésitent pas à envoyer leurs conquêtes dans leurs familles.

## Distribution
- Amélie Wabehi
- Akissi Delta
- Téïsson Tandé
- Helene Brou
- Clémentine Papouet
- Michel Gohou
- Nastou Traoré
- Oupoh Dahier
- Josiane Yapo
- Méaka Hortense
- Patricia Ballet (Patty)
- Innocent Bassande
- Bienvenue Obro
- Mandelai
- Cecilia Pango
- Brigitte Atthiahi
- Lehiga Dakouri Thérèse
- Decothey
- Kramo Kouadio Paul
- Amoin Koffi
- Gbazé Thérèse
- Dosso Tiekoumba
- Marie-Laure
- Maï La Bombe
- Titine[Qui ?]
- Angéline Nadié
- Thérèse Taba
- Eleonore Kouamé
- Digbeu Cravate
- Ange Keffa
- Ayamé
- Safiatou Traoré
- Jimmy Danger
- Didier Bléou
- Gbi de Fer
- Gueï Veh
- Michel Bohiri
- Bleu Brigitte
- Marie-Louise Asseu
- Tatiana de Makensira
- Mikan Koné
- Louise Babet
- Kevin Glazai
- Sanata
- Adama Dahico
- Amah Djeli
- Célestine[Qui ?]
- Ben Mourad
- Abibi
- Kôrô Abou
- Helvis Djangoné
- Mr Breakendo (Chauffeur)

## Épisodes
La plupart des épisodes cités ci-dessous comprennent plusieurs parties.
- Couvre feu et Concubines (juin 2002)
- La Femme de mon époux (juin 2002)
- Le droit des enfants (juillet 2002)
- Y'a un problème’ (juillet 2002)
- La pension (septembre 2002)
- Le Marabout de ces dames (août 2002)
- Sida (septembre 2002)
- Épidémie (octobre 2002)
- Bulletin de salaire (décembre 2002)
- L'Intrus (janvier 2003)
- Journée continue (février 2003)
- Linges sales (mars 2003)
- Le piège (avril 2003)
- Séparation de corps (mai 2003)
- Le Divorce (juillet 2003)
- Partage (août 2003)
- La Réconciliation (septembre 2003)
- Sous-marin (novembre 2003)
- Seconde Épouse (décembre 2003)
- Testament (février 2004)
- Mes ex (mai 2004)
- Le Mariage (juillet 2004)
- Les Visiteurs (août 2004)
- Attiéké (octobre 2004)
- Fanatique (décembre 2004)
- Le Deuil (mai 2005)
- La Vengeance de Delta (août 2005)
- Mon enfant (octobre 2005)
- La Révolte (décembre 2005)
- De quoi souffre Bohiri (mai 2006)
- Insuffisance rénale (août 2006)
- Carnet intime (novembre 2006)
- Les emmerdeuses (janvier 2007)
- Le Chat du voisin (mars 2007)
- Infidélité (juin 2007)
- Trahison (juillet 2007)
- Quitte-moi (août 2007)
- Affectation (septembre 2007)
- Le prétendant

## Audience
En Afrique centrale et francophone, cette série rencontre un succès. Les acteurs principaux, Michel Bohiri, Amélie Wabehi, Michel Gohou et Nastou Traoré sont des membres de la troupe des Gaous d'Abidjan[réf. nécessaire]. Seule Akissi Delta n'appartient pas à la troupe.
Le groupe devrait se déplacer au Congo-Kinshasa où il a signé un contrat avec la chaîne RTGA de Pius Muabilu pour une exclusivité de production entre le Congo-Kinshasa, le Congo-Brazzaville et le Cameroun[réf. nécessaire].
Au Congo-Kinshasa, Ma famille est en tête des audiences, loin devant les films nigérians.
En septembre 2016, Akissi Delta annonce le retour de la série pour une nouvelle saison rebaptisée Ma grande famille à travers 300 épisodes de 26 minutes.